# Charles-Émile-Callande de Champmartin
Charles-Émile-Callande de Champmartin (Bourges, 1797 -Paris,1883) foi um pintor francês.
Os seus retratos históricos e religiosos eram muito populares.